# Государственный симфонический оркестр Чеченской Республики
Государственный симфонический оркестр Чеченской Республики — симфонический оркестр Чеченской республики, основанный в 1939 году.

## История

### Становление оркестра
Оркестр был создан в 1939 году преподавателем музыкального училища Д. Беслером. Членами первого состава были молодые музыканты, приехавшие из разных консерваторий СССР — московской, ленинградской, бакинской и других. Работа оркестра была прервана Великой Отечественной войной и депортацией.

### Возобновление деятельности
В 1950-х годах оркестр возобновил свою работу в составе государственной филармонии Чечено-Ингушской АССР. В 1965 году руководителем и главным дирижёром оркестра стал Народный артист Украинской ССР Ярослав Вощак.
Солисткой оркестра в 1966 году стала супруга Вощака, Народная артистка Украинской ССР Галина Поливанова (сопрано). После окончания Одесской консерватории она работала солисткой Одесского театра оперы и балета. В 1956 году стала лауреатом Всесоюзного конкурса вокалистов и артистов балета, а в 1957 году — лауреатом Всемирного фестиваля молодежи и студентов в Москве.
К работе в оркестре привлекались музыканты других городов, выпускники музыкальных училищ, военные музыканты. Вскоре у оркестра появились постоянные слушатели, которые посещали все его концерты. В репертуаре оркестра были произведения Бетховена, Франца Шуберта, Мендельсона, Верди, Россини, Листа, Вагнера, других известных композиторов. Кроме того, в Грозный с гастролями приезжали многие известные музыканты (скрипач Леонид Коган, пианисты Генрих Нейгауз, Святослав Рихтер, Эмиль Гилельс, виолончелист Даниил Шафран). Летом в парке культуры Грозного проходили концерты симфонической музыки.
В 1970-х годах главным дирижёром стал Леонид Григорьев, а затем — Леонид Балабанов. Вторым дирижёром был Александр Тимонин.
С оркестром активно сотрудничал музыкант и композитор Александр Халебский. Он посвятил многие годы своей жизни популяризации чеченской и ингушской музыки. Произведения Халебского входили в репертуар оркестра, часто транслировались по радио и телевидению.
Большой вклад в развитие оркестра внесли Павел Ядых, Леонид Сумелиди, Вальтер Мнацаканов, Олег Андреев, Раиса Кошелева, Валентина Шилова, Раиса Забродкина, Альви Мазаев, Джабраил Хангошвили, Заслуженный артист Чечено-Ингушской АССР В. Н. Земсков, М. З. Снитко.
Оркестр Госфилармонии ЧИАССР входил в десятку признанных в СССР симфонических коллективов. Все концерты проходили при полном аншлаге. Оркестр участвовал во всех крупных республиканских культурных мероприятиях. Многие артисты оркестра преподавали в Грозненском музыкальном училище. В 1970-е годы в оркестре участвовало около 90 музыкантов. Одной из самых заметных фигур был Леонид Киршенбаум, который начал играть в группе первых скрипок, когда ему было 12 лет. В 1977 году ему было присвоено звание Народного артиста Чечено-Ингушской АССР.
В 1978 году оркестр стал лауреатом премии Ленинского комсомола Чечено-Ингушской АССР.
В 1980—1992 годах главным дирижёром был Валерий Раевский.
Вторым дирижёром в это время была Заслуженная артистка ЧИАССР М. Яндиева, первый ингушский дирижёр. Окончила Московскую и Ленинградскую консерватории. В 1991—2004 годах преподавала в Нью-Йорке, Кембридже, Бостоне, была приглашённым дирижёром в странах Латинской Америки, членом жюри ряда международных конкурсов. В настоящее время Заслуженный деятель искусств Республики Ингушетия, ректор Музыкальной академии Парагвая.
В 1992—1993 годах главным дирижёром оркестра стал Заслуженный деятель искусств РСФСР, Народный артист ЧИАССР, композитор Алаш Эдисултанов. До этого назначения им был создан эстрадный оркестр, в котором он был руководителем и дирижёром, затем работал дирижёром в цирке. Репертуар оркестра пополнился новыми произведениями таких композиторов как Александр Халебский, Аднан Шахбулатов, Умар Бексултанов, Саид Димаев, Зайнди Чергизбиев, Б. Шнапер, Л. Шаргородский.
В 1990-х годах в связи с общим ухудшением ситуации деятельность оркестра практически прекратилась. В результате военных действий материальная база и имущество были полностью уничтожены, а многие музыканты покинули республику.

### В настоящее время
В 2011 году симфонический оркестр Чеченской Республики был вновь воссоздан. Руководителем оркестра стал Заслуженный деятель искусств Чеченской Республики Али Даудович Халилов. Он начал работу с приглашения музыкантов из других регионов, в том числе тех, которые ранее проживали в Грозном. Главным дирижёром оркестра стал профессор Ростовской консерватории, Народный артист Российской Федерации, Народный артист Чеченской Республики Валерий Владимирович Хлебников, вторым дирижёром — лауреат всероссийских конкурсов молодых дирижёров Илья Петренко.
Симфонический оркестр Чеченской республики ведёт концертную деятельность по республике. Репертуар оркестра пополняется как классикой жанра, так и произведениями чеченских композиторов.